# 황보령
황보령(1970년 2월 26일~)은 밴드 황보령=SmackSoft의 보컬리스트이다.
뉴욕의 Pratt Art Institute를 전공하고 화가로 활동하던 그는 1998년 1집 《귀가 세 개 달린 곤양이》, 2001년 2집 《태양륜》을 발매하고 인디음악의 상징으로 회자되었으나, 그 후 뉴욕에서의 미술 활동으로 7년간의 공백이 있었다. 2008년 2.5집 《SmackSoft》, 2009년 3집 《Shines in the Dark》를 발매하며 다시 활동을 재개, 2010년엔 정규 4집앨범인《MANA WiND》를 발표하였다.

## 음반 목록
- 2014년 황보령 6집 「마치 아무 일도 없었던 것처럼 (As If Nothing Ever Happened)」
- 2012년 황보령 5집 「Follow your Heart」
- 2012년 「이야기해주세요」컴필레이션 앨범 참여
- 2010년 황보령 4집 「Mana Wind」
- 2009년 황보령 3집 「Shines in the Dark Collective Edition」
- 2009년 황보령 3집 「Shines in the Dark」, 화나(FANA) 1집 「Fanatic」“화약고” : Featuring
- 2008년 황보령 2.5집 「SmackSoft」
- 2002년 류승완 감독 「피도 눈물도 없이」: O.S.T. 참여 , 김재수 감독 「Club Butterfly」 : O.S.T. 참여
- 2001년 황보령 2집 「태양륜」, 이상은 (Lee-tzsche) 10집「Endless Lay」 : Music Director
- 2000년 이상은 (Lee-tzsche) 「She wanted」album ' Maya' : Vocal
- 1998년 황보령 1집 《귀가 세 개 달린 곤양이》
- 1997년 「도시락특공대」:Various Artists Contribution
- 1993년 이상은 (Lee-tzsche) 5집 「Darkness」 : '언젠가는' : Featuring , '여름밤' : 작사, 작곡, Featuring

## 참여 (출연) 프로그램
- tbs eFM 101.3MHz "Out of bed wth Travis" 고정패널